# Língua paracanã
A língua paracanã é o idioma do tronco linguístico tupi-guarani falado pelos indígenas paracanãs.